# 16-я танковая дивизия (СССР)
16-я танковая дивизия — воинское соединение автобронетанковых войск Рабоче-крестьянской Красной армии в Великой Отечественной войне. Боевой период с 22 июня 1941 года по 20 августа 1941 года.

## История
16-я танковая дивизия была сформирована в июле 1940 года на базе 173-й стрелковой дивизии из боевой техники и личного состава 43-го и 71-го батальонов 4-й легкотанковой бригады, а также танковых батальонов 25-й, 30-й, 51-й, 96-й, 150-й и 156-й стрелковых дивизий. Формирование происходило в летних лагерях Одесского военного округа в городе Котовске, в составе 2-го механизированного корпуса под командованием генерал-лейтенанта Ю. В. Новосельского.
| Наименование       | Количество (единиц) |
| ------------------ | ------------------- |
| Танк Т-26          | 64                  |
| Танк БТ            | 53                  |
| Танк ХТ            | 4                   |
| Бронеавтомобиль БА | 17                  |

По количеству боевых машин дивизия уступала даже 15-й моторизованной дивизии 2-го механизированного корпуса. Имевшиеся в распоряжении корпуса современные танки КВ и Т-34 находились в составе 11-й танковой дивизии. 2-й механизированный корпус в случае войны должен был составлять Резерв Главного командования в районе Кишинёв—Тирасполь—Котовск.

## Состав
- 31-й танковый полк, командир — майор Красноголовый, Владимир Иванович.[3]
- 32-й танковый полк,
- 149-й танковый полк[1],
- 16-й мотострелковый полк,
- 16-й гаубичный артиллерийский полк,
- 16-й отдельный зенитный артиллерийский дивизион,
- 16-й разведывательный батальон,
- 16-й понтонный батальон,
- 16-й отдельный батальон связи,
- 16-й медико-санитарный батальон,
- 16-й автотранспортный батальон,
- 16-й ремонтно-восстановительный батальон,
- 16-й рота регулирования,
- 16-й полевой хлебозавод,
- 516-я полевая почтовая станция,
- 342-я полевая касса Госбанка.[4]

## Командиры
- Командир — полковник Мындро Михаил Иванович.
- Заместитель по политической части — полковой комиссар Руденко Никита Васильевич (с 3 июня 1940 года, погиб в августе 1941 года).
- Помощник по технической части — подполковник Самуйлов Василий Семёнович.
- Начальник штаба — полковник Кравченко Андрей Григорьевич (до февраля 1941 года).
- Начальник штаба — подполковник Земляной Андрей Григорьевич.[3]

## Вышестоящие воинские части
- 2-й механизированный корпус (1-го формирования).

## Боевой путь
В ночь на 22 июня 1941 года командир 16-й танковой дивизии полковник М. И. Мындро получает приказ от командующего 2-механизированным корпусом генерал-майора Ю. В. Новосельского привести часть в полную боевую готовность и замаскировать. Подобные приказы получили командиры и других соединений корпуса.

### Оборонительная операция в Молдавии
Утром 22 июня дивизия получает приказ выдвинуться с частями корпуса в направлении государственной границы в район Кишинёва и быть готовой к контрудару по противнику в районе Бельцы.

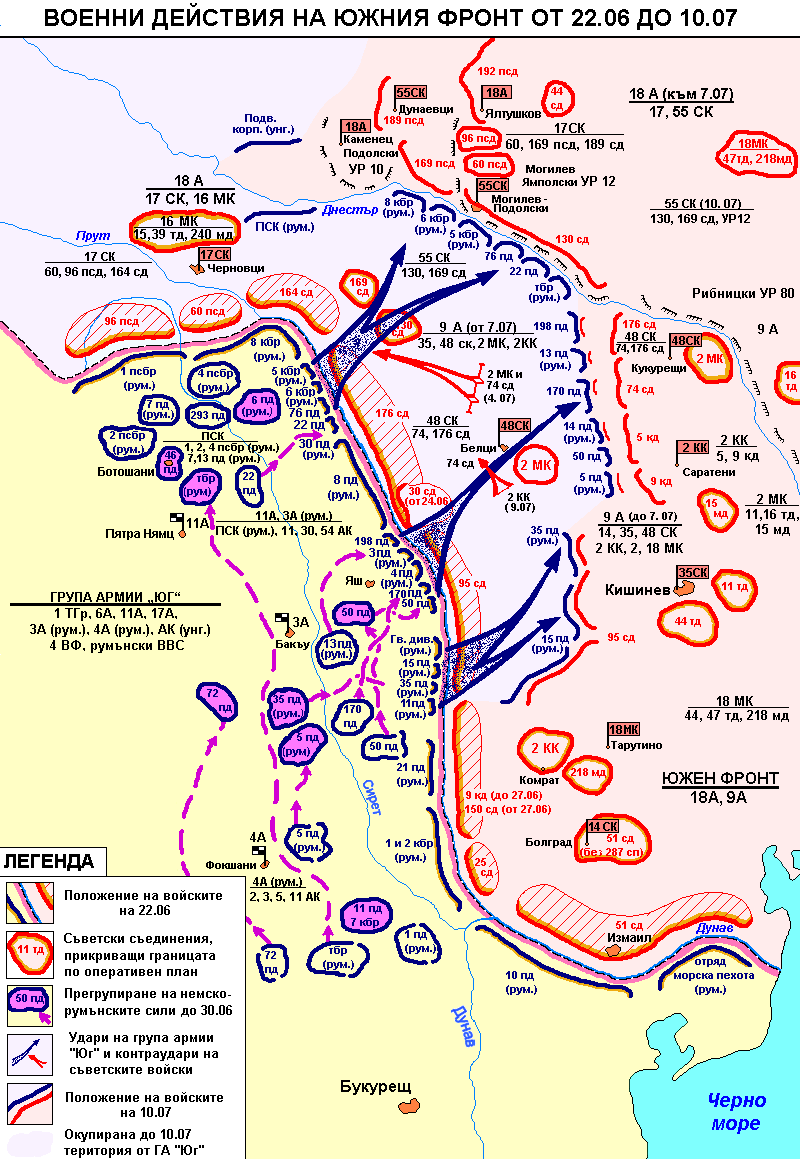
Наступление немецкой группы армий «Юг» на советский Южный фронт (22 июня — 10 июля 1941 года).

23 июня 1941 года дивизия, выполняя приказ, переправилась через реку Днестр в районе Криуляны.
29 июня 1941 года дивизия передислоцируется в Синчжерей и Гиличены.
30 июля 1941 года части 16-й танковой дивизии начинают марш в район Дрокия—София—Реча—Николешти для нанесения контрудара по четырём дивизиям противника, которые с боями переправились через реку Прут и закрепились на рубеже Стольпичени—Заикали—Чучуля—Бушила.
2 июля 1941 года дивизия в составе 2-го механизированного корпуса вышла на позиции в районе Дрокия—Николешти—Анфисовка.
3 июля 1941 года части дивизии вели бои в районе Стефанешти с подразделениями противника, переправившимися через реку Прут.
4 июля 1941 года, части дивизии в результате контратаки выбили противника из сел Борженей-Ной и Стурдзени в районе Костешти. Развить дальнейшее наступление не удалось из-за недостатка боевых сил. Дивизия была вынуждена перейти к обороне на подступах к городу Бельцы на рубеже Михайлеи, Окнул-Арб, Ракарии.
6 июля 1941 года по приказу командующего Южным фронтом генерала армии И. В. Тюленева 16-я танковая дивизия в составе 9-й армии начала отступление за реку Днестр к укреплённым районам.
7 июля 1941 года дивизия в составе 2-го механизированного корпуса заняла оборону в районе хутора Рамазан.
8 июля 1941 года части дивизия вела оборонительные бои на рубеже Царьград-имение Царырадулуй. Позиции соединений 2-го механизированного корпуса атаковали от 4 до 5 пехотных полков противника, поддерживаемые артиллерией, бронетехникой и бомбардировочной авиацией. Именно авиация нанесла самые значительные потери оборонявшимся советским частям. К концу дня 16-я танковая дивизия, в составе 2-го механизированного корпуса, начала отход на позиции Старые Каинары.
9 июля 1941 года дивизия, отражая атаки противника, начала отступление в район Дубна—Алексени, для предотвращения окружения 48-го стрелкового корпуса.
10 июля 1941 года, благодаря ослабшему натиску противника, удалось вывести из района боевых действий части 2-го механизированного корпуса, включая 16-ю танковую дивизию. 2-й механизированный корпус вышел к Васкауцы, Пойяпа для последующего пополнения и ремонта боевой техники в Котовске. За время боев с 22 июня по 11 июня 16-я танковая дивизия потеряла 68 человек убитыми, ранеными —115 человек. 25 танков было выведено из строя.
13 июля 1941 года дивизия переправилась через Днестру Рыбницы и расположилась в Воронково.
17 июля 1941 года части дивизии подошли к району довоенной дислокации в Котовске, где удалось произвести ремонт повреждённой техники.
20 июля 1941 года по приказу командующего Южным фронтом генерала армии И. В. Тюленева, части 2-го механизированного корпуса, включая 16-ю танковую дивизию, должны были занять позиции в районе Вел. Савустьянивка-Сарны-Христиновка для отражения атак и последующего уничтожения противника.
| Наименование       | Количество (единиц) |
| ------------------ | ------------------- |
| Танк Т-26          | 55                  |
| Танк БТ            | 40                  |
| Танк ХТ            | 4                   |
| Бронеавтомобиль БА | 48                  |

### Уманская оборонительная операция

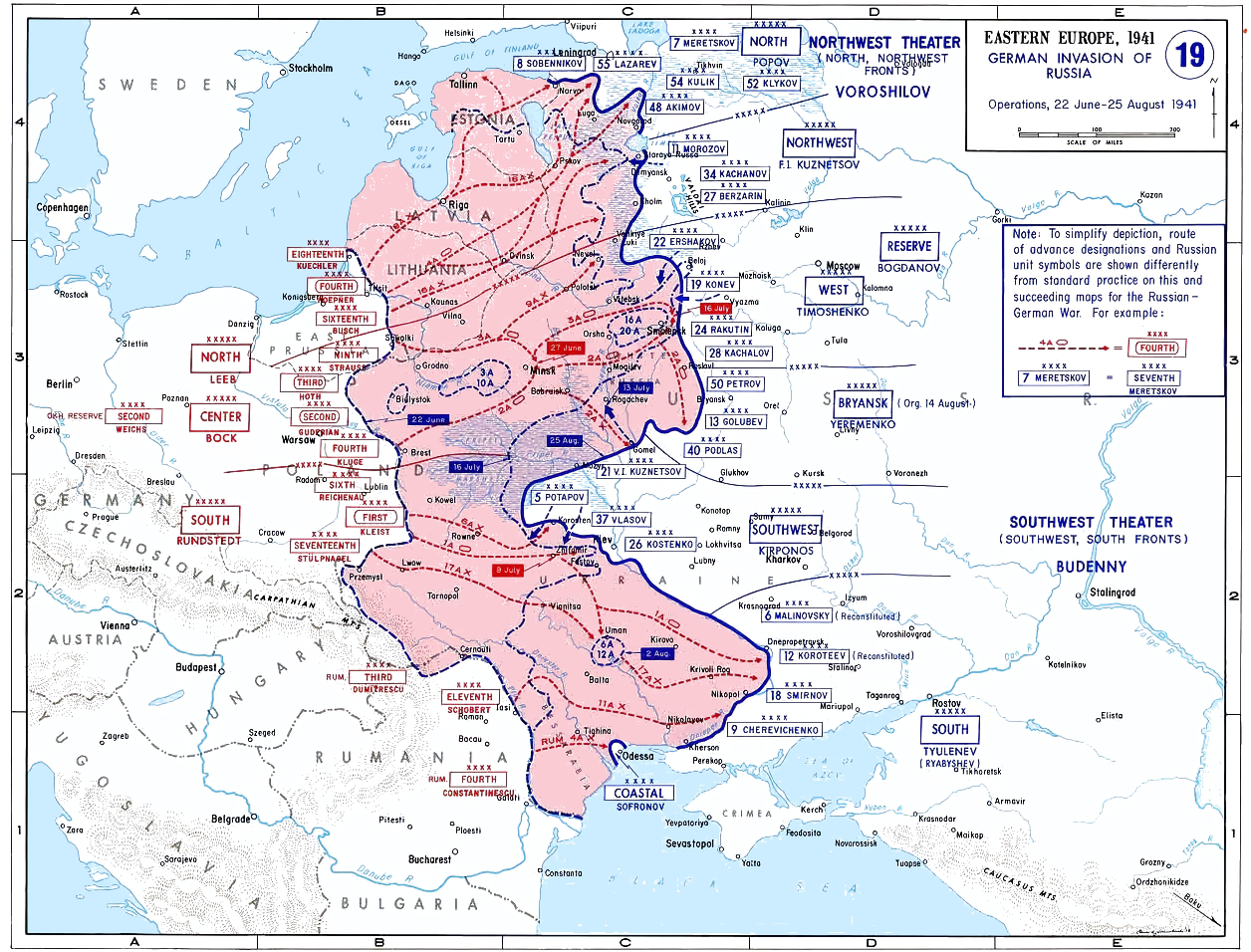
Окружение 6-й и 12-й армий РККА немецкими войсками. Уманский котел. Июнь-август 1941 года.

21 июля 1941 года части 2 механизированного корпуса, включая 16-ю танковую дивизию, вступили в бой с 11-й танковой дивизией вермахта под командованием генерал-майора Людвига Крювеля. Противник, прорвав фронт в районе Погребища, продвигался по направлению к Умани с целью окружения с юга частей 6-й и 12-й армий. Перед частями 2-го механизированного корпуса была поставлена задача сдержать наступление прорвавшихся соединений противника.
22 июля 1941 года соединения корпуса, получив задачу удержать Умань и уничтожить прорвавшиеся части противника, вступили в бой с немецкими частями севернее Умани в районе Ивановки и к вечеру отбросили их в район Подобна, Добра.
23 июня 1941 года части 16-й танковой дивизии, выйдя на рубеж Поташ, Подобна, северная окраина Берестовец, вступили в бои за Дзенгелевку.
24 июля 1941 года, соединения 2-го механизированного корпуса вели бои за продвижение в северном направлении
25 июля 1941 года 16-я танковая дивизия находилась на позициях Поташ, Подобна. Штаб Южного фронта выпускает директиву № 0024/ОП, о замене в районе боевых действий 2 механизированного корпуса на соединения 6-й армии. Согласно директиве, части корпуса должны были поступить в резерв корпуса из района Подвысокого, Ново-Архангельска и Тишковки.
26 июля 1941 года 16-я танковая дивизия продолжала наступление в составе 2-го механизированного корпуса и к концу дня овладела Дзенгелевкой, Маньковкой и Харьковкой.
27 июля 1941 года продвижение частей 2-го механизированного корпуса, продолжавшего обеспечивать выход из окружения соединений 6-й и 12 армий, было остановлено противником. В результате чего 16-я танковая дивизия была вынуждена отступить в район Поташ—Романовка—Маньковка.
28 июля 1941 года 2-й механизированный корпус получает директиву № 0027/ОП, согласно которой он должен обеспечивать выход из очередного намечающегося окружения активными боевыми действиями в северном и северо-восточном направлениях. В тот же день командир 2-го механизированного корпуса генерал-лейтенант Ю. В. Новосельский получает указание от штаба фронта о выполнении директивы № 0024 от 25 июля об отправлении частей корпуса в резерв фронта. В указании изменено место сосредоточения с Подвысокого, Ново-Архангельска и Тишковки на Голованевск.
29 июля 1941 года части 2-й механизированный корпус по распоряжению штаба Южного фронта № 029/ОП переходит в подчинение командующему 12-й армии генералу И.B. Тюленеву. Корпус за время боевых действий с 21 июля по 29 июля, по оценке командования Южного фронта, выполнил поставленную перед ним задачу и сорвал противнику крупную операцию по удару в тыл 18-й армии. В этот же день 2-й механизированный корпус получает приказ овладеть Поташем и Шаулихой. 16-я танковая дивизия в это время занимала позиции в районе Поташа и Романовки.
30 июля 1941 года наступление частей 2-го механизированного корпуса встретило ожесточённое сопротивление противника. Командующий 12-й армии поставил задачу 2-му механизированному корпусу занять оборону на рубеже Косеновка—станция Кабаны-—Краснополка.
31 июля 1941 года 16-я танковая дивизия отошла в район Червонного Хутора. 2-й механизированный корпус занял оборону на рубеже окраина Легедзино—Бабаночка.
1 августа 1941 года 2-й механизированный корпус, согласно приказу № 0078, перешёл к оборонительным действиям на участке Легезено—Танское. Противник продолжал теснить советские соединения. 2-й механизированный корпус понёс серьёзные потери. Его положение ухудшалось с каждым часом. В 9 часов 36 минут начальнику штаба Южного фронта поступило боевое донесение от командующего войсками 2-й армии: «Войска Новосельского разбегаются „…“. Выслал последний свой резерв 15 танков.» Через несколько часов от командующего войсками 12-й армии в Военный совет Южного фронта поступает донесение: «Положение усугубляется, противник занял Легездено. Резервы использованы. Телефонная связь войск нарушена.» Противник завершил окружение 6-й и 12-й армий, образовав тем самым «Уманский котел». В селе Легезено 16-я танковая дивизия была практически полностью разбита. Здесь же, отправившись в разведку на последнем уцелевшем танке, погиб командир дивизии полковник М. И. Мандро. Комиссар дивизии Руденко попал в плен и был расстрелян. В 16-й танковой дивизии уцелели только остатки тыловых частей.
10 августа 1941 года они вышли из окружения и сосредоточились в районе Булаховки Павлоградского района.